# Gary Paulsen

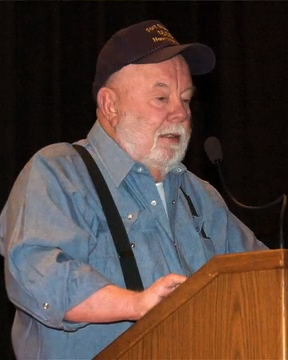
Gary Paulsen

Gary Paulsen (ur. 17 maja 1939 w Minneapolis, Minnesota, zm. 13 października 2021) – amerykański pisarz i podróżnik.

## Życiorys
Gary Paulsen urodził się w Minneapolis w Minnesocie. Był wychowywany przez swoją babcię oraz ciotki, jako że jego ojciec stacjonował z wojskiem w Europie, a matka całymi dniami pracowała w fabryce. Mieszkał wraz z żoną Ruth w La Luz w Nowym Meksyku.

## Książki
Paulsen był autorem ponad 200 książek. Pisał głównie powieści survivalowe i przygodowe skierowane do młodzieży. Trzy z jego książek zostały nagrodzone tytułem Newbery Honor. Jego najbardziej znane powieści to:
- The Hatchet
- Brian's Winter
- The River
- Soldier's Heart
- Call Me Francis Tucket